# 꼬마홍학

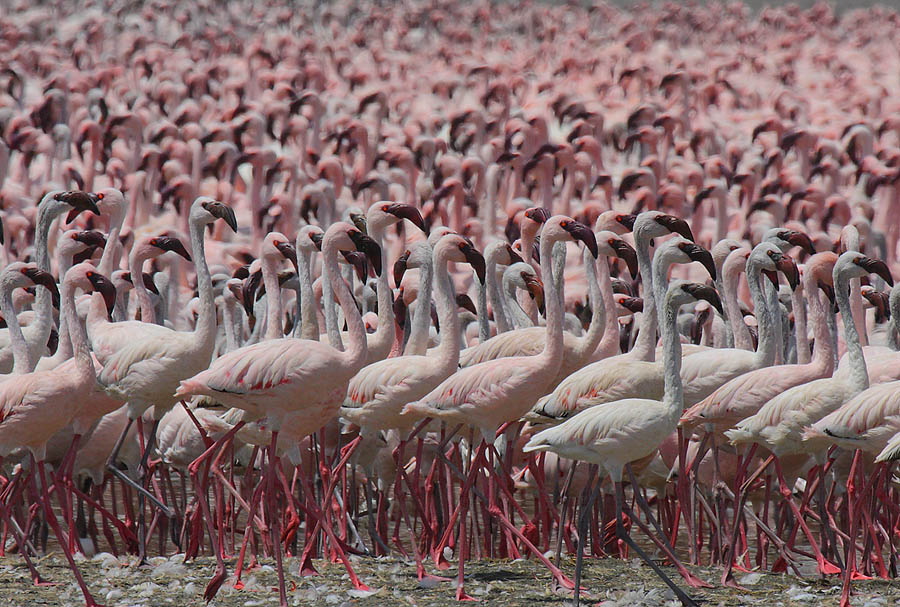
꼬마홍학 떼

꼬마홍학(학명: Phoenicopterus minor)은 홍학과에 속하는 물새의 일종이다.
키는 80-90cm, 몸무게는 1.2-2.7kg으로 홍학 중에서도 최소종이며, 최종 개체수가 2,000,000만 마리 가량으로 추산되는 최다종이기도 하다. 보통 무리를 지으며, 1만 마리 이상 대규모가 떼지어 서식한다. 개코원숭이·하이에나·수리 등의 천적이 있으며, 인도와 아프리카 대륙에 분포한다. 탄자니아의 나트론 호수가 꼬마홍학의 집단 서식지로 잘 알려져 있다. 탄자니아 나트론 호수는 탄산수소나트륨 함유량이 다른 호수들보다 높은데, 홍학은 탄산수소나트륨(흔히 말해 소다) 에 반응하지 않는 동물이다. 따라서 천적을 피해 나트론 호수가 제격인 나트론 호수에 집단 번식한다.